# ハロー!プロジェクトラジオドラマ
ハロー!プロジェクトラジオドラマとは、ハロー!プロジェクトのメンバーを中心にして作られている一連のラジオドラマで
ある。

## 概要
2003年4月から約半年間ニッポン放送で放送され順次CD化された。その後2003年11月からは放送局を大阪の毎日放送に移して続けられている。放送局を毎日放送に移してからは、『ハロー!プロジェクトラジオドラマ・大阪編』と称している。大阪編は『ドラマの風』内企画として、リスナー一般公募シナリオ「ラジオシノプシス」の入選作をドラマ化した。 2004年4月に一旦終了したが、2005年10月に再開された。2005年以降はハロー!プロジェクト・キッズからも参加している。

## 放送リスト

### 第1期（2003年4月から10月放送）
- 「何もない街」
放送日 2003年4月14日 - 17日
出演:高橋愛、小川麻琴、紺野あさ美
- 「たぬきと亀」
出演:矢口真里、保田圭
- 「雨やどり」
出演:藤本美貴、飯田圭織、吉澤ひとみ
- 「ラジオ・フレンズ」
出演:後藤真希、矢口真里、斉藤瞳
- 「星砂の島・私の島」
出演:中澤裕子、松浦亜弥
- 「温泉行きのバスに揺られて」
出演:安倍なつみ、稲葉貴子、辻希美、加護亜依
- 「ああサクラバシ」
出演:石川梨華、紺野あさ美
- 「クレープのいる街」
出演:藤本美貴、高橋愛、新垣里沙
- 「ごっちん×2」
出演:後藤真希、稲葉貴子
後藤真希が「有名アイドル後藤真希」と「有名アイドル後藤真希と一文字違いの名前を持つ平凡な女の子後藤真希子」のひとり二役を演じている
- 「EMA」
出演:吉澤ひとみ、柴田あゆみ、村田めぐみ
- 「THE☆BENGTOYAH」
出演:矢口真里、小川麻琴、藤本美貴、紺野あさ美
- 「パンテオンの床」
出演:石川梨華、亀井絵里、加護亜依

### 第2期（2003年11月から2004年4月放送）
- 「さよなら、あした」
放送日 2003年11月・4日間連続
出演:石川梨華、吉澤ひとみ
- 「おじいちゃんの昔話」
放送日 2003年12月 - 2004年1月・5日間連続 ありがとう浜村淳です内のファミリー劇場として放送された。
出演:紺野あさ美、田中れいな、浜村淳
- 「ザ・ミス通天閣」
放送日 2004年2月・4日間連続
出演:飯田圭織、大谷雅恵、斉藤瞳
- 「清水の舞台から」
放送日 2004年3月・4日間連続
出演:高橋愛、辻希美、稲葉貴子
本作品は第41回ギャラクシー賞でラジオ部門の「選奨」を受賞した。
- 「浪花エンジェルズ」
放送日 2004年3月・サンデースペシャルとして放送（同年6月に同局日曜深夜番組「ドラマの風」でアンコール放送された。）
出演:中澤裕子、松浦亜弥、加護亜依、堀内孝雄
- 「どさんこ漫才師」
放送日 2004年4月・4日間連続
出演 安倍なつみ、藤本美貴、里田まい、稲葉貴子

### 第3期（2005年10月から12月放送）
- 「真夜中の迷走タクシー」
放送日 2005年10月30日
出演 安倍なつみ、飯田圭織、保田圭、アヤカ、あさみ、萩原舞
- 「ガール☆ドライバー」
放送日 2005年12月4日
出演 道重さゆみ、藤本美貴、里田まい、鈴木愛理
女の子だけのタクシー会社の話
- 「アルバムの町」
放送日 2005年12月11日
出演 松浦亜弥、後藤真希、前田有紀、みうな
松浦亜弥と後藤真希（男役）がカップルを演じる
- 「決戦! スズキプロレス」
放送日 2005年12月18日
出演 加護亜依、中澤裕子、稲葉貴子
- 「ラブリー! ミラクル・フットサル」
放送日 2005年12月25日
出演 柴田あゆみ、吉澤ひとみ、斉藤瞳
実際にフットサルをやっているメンバーが演じるスポ根ドラマ

### 特別篇
2006年以降、不定期に「特別篇」が放送されている。
- 「身代わり稼業」
放送日 2006年3月26日
出演 高橋愛、亀井絵里、新垣里沙、小川麻琴
- 「サクラのころ」
放送日 2006年12月17日
出演 石川梨華、三好絵梨香、岡田唯、中山菜々、須磨愛

## CD
本ラジオドラマは大部分の放送がCDとしてリリースされている。大阪編 Vol.3およびVol.4は2枚組になっている。いずれにも初回限定版があり、特典としてシナリオ本などがついている。大阪編 Vol.3およびVol.4の発売時には、ハロー!プロジェクトオフィシャルショップで購入した場合には出演者の中から希望するメンバーの生写真を一枚もらえるキャンペーンが実施された。配信サイト「ＭＯRA」ではＶＯＬ・４と大阪編が配信されている。
- ハロー!プロジェクトラジオドラマvol.1（2003年10月29日）[1]
「何もない街」、「たぬきと亀」、「雨やどり」を収録
- ハロー!プロジェクトラジオドラマvol.2（同上）[2]
「ラジオ・フレンズ」、「星砂の島・私の島」を収録
- ハロー!プロジェクトラジオドラマVol.3（2004年3月31日）[3]
「温泉行きのバスに揺られて」、「ああサクラバシ」、「クレープのいる街」を収録
- ハロー!プロジェクトラジオドラマVol.4（2004年6月9日）[4]
「ごっちん×2」、「EMA」、「THE☆BENGTOYAH」、「パンテオンの床」を収録
- ハロー!プロジェクトラジオドラマ大阪編 Vol.1（2004年7月14日）[5]
「さよなら、あした」、「ザ・ミス通天閣」、「おじいちゃんの昔話」を収録
- ハロー!プロジェクトラジオドラマ大阪編 Vol.2（同上）[6]
「清水の舞台から」、「浪花エンジェルズ」、「どさんこ漫才師」を収録
- ハロー!プロジェクトラジオドラマ大阪編 Vol.3（2006年7月26日、2枚組）[7]
  - Disk1
    - 「真夜中の迷走タクシー」（出演：安倍なつみ、飯田圭織、保田圭、アヤカ、あさみ、萩原舞）

  - Disk2
    - 「ガール☆ドライバー」（出演：道重さゆみ、藤本美貴、里田まい、鈴木愛理）
- ハロー!プロジェクトラジオドラマ大阪編 Vol.4（同上、2枚組）[8]
  - Disk1
    - 「アルバムの町」（出演：松浦亜弥、後藤真希、前田有紀、みうな）

  - Disk2
    - 「ラブリー! ミラクル・フットサル」（出演：柴田あゆみ、吉澤ひとみ、斉藤瞳）
    - 「身代わり稼業」（出演：高橋愛、亀井絵里、新垣里沙、小川麻琴）